# Bataille d'El Eilafun
Guerre des Mahdistes (1881-1899)
Batailles
- Aba
- El Obeid
- Première bataille d'El Teb
- Deuxième bataille d'El Teb
- Tamai
- Trinkitat
- El Eilafun
- Abu Klea
- Abu Kru
- Khartoum
- Kirbekan
- Hashin
- Tofrek
- Ginnis
- Metemma
- Toski
- Agordat
- Barca
- Tokar
- Serobeti
- Agordat
- Kassala
- Gulusit
- 1er Sebderat
- 2e Sebderat
- Mokram
- Tucruf
- Firkat
- Hafir
- Bedden
- Redjaf
- Abu Hamed
- Atbara
- Omdurman
- Fachoda
- Gedaref
- Roseires
- Umm Diwaykarat

La bataille d'El Eilafun est livrée le 14 septembre 1884 pendant la guerre des Mahdistes au Soudan.
Pour desserrer l'étau qui étrangle Khartoum assiégée par les Derviches, le général Gordon charge l'officier égyptien Mohammed pacha, son subordonné le plus expérimenté, d'effectuer des sorties offensives afin de bousculer les guerriers soudanais et de chercher du ravitaillement. Mohammed pacha affronte victorieusement les Derviches à Halfaya et Sheikh-El-Obeid, mais à El Eilafun, s'étant imprudemment éloignée des canonnières qui appuient ses actions par leur artillerie, sa colonne est encerclée et anéantie, tandis que lui-même est tué lors de la bataille.

## Sources
- (en) Howard Withehouse, Battle in Africa, Fieldbooks, Mansfield 1987.